# ブラックボルト
ブラックボルト（Black Bolt）またはブラッカガー・ボルタゴン（Blackagar Boltagon）は、マーベル・コミック発行のアメリカン・コミックスに登場する架空のキャラクター。スタン・リーとジャック・カービーによって創造され、1965年12月に『ファンタスティック・フォー』第45号でデビューした。彼は古代に“クリー”の手で遺伝子改造された超人戦士の種族である“インヒューマンズ”と、彼らの故郷の街“アティラン”の統治者である。
ブラックボルトはマーベルで最も注目され、パワフルな男性ヒーローの一人と言われている。

## 発行履歴
ブラックボルトは『ファンタスティック・フォー』第45号でデビュー後、2012年の『マーベル・ナウ！』において“イルミナティ”に再加入した。サラディン・アフメッドとクリスチャン・ジェイムズ・ウォードによる初のソロコミックブックシリーズである2017年の『ブラックボルト』シリーズや、2021年の『Darkhold: Black Bolt』第1号にも登場している。

## キャラクター経歴

### 1960年代
ブラックボルトの初登場で、インヒューマンズの支配階級が確立された。『ソー』では、キャラクターのオリジン・ストーリーを語る『Tales of the Inhumans』という裏特集が組まれた。アゴン王とリンダ女王の息子であるブラックボルトは、まだ胎児のうちに突然変異誘発剤である“テリジェン・ミスト”にさらされ、やがて電子を操る能力を発揮する。彼の破壊的な声からインヒューマンズのコミュニティを守るため、ブラックボルトは防音室に隔離され、力の使い方を指導される。決して喋らないと誓った青年として再びインヒューマン社会に戻ったブラックボルトだが、弟のマクシマスに襲われた。
外の世界を探検するためにアティランを離れることを決意したブラックボルトは、いとこであるメデューサに焦点を当てた物語で再登場し、怪物“トライコン”との戦いで自身を含むロイヤルファミリー全員（メデューサ、ゴーゴン、カルナック、トライトン、クリスタル）が敗れ去った後、“ファンタスティック・フォー”と共にマクシマスや悪のインヒューマンズのグループと戦った。

### 1970年代
従兄弟のクリスタルとファンタスティック・フォーのジョニー・ストーム/ヒューマン・トーチの間に芽生えたロマンスの仲裁を余儀なくされた後、ブラックボルトとインヒューマンズは『アメイジング・アドベンチャーズ』に登場し、マンダリンやマグニートーといったヴィランと戦った。『アベンジャーズ』のフラッシュバックで語られる物語で、ブラックボルトがインヒューマンズの支配者となり、マクシマスが狂わされた経緯が明かされる。ブラックボルトは弟が密かに異星人“クリー”と同盟を結んでいたことを知る。逃走するクリーの船に向かって音波を放ち撃墜した。だが船の墜落で両親を含む遺伝学評議会のメンバー数人が死亡し、マクシマスも正気を失った。ブラックボルトは王になったが、その行動の結果に悩まされる。
それからブラックボルトは、ジョニーとピエトロ・マキシモフ/クイックシルバーのクリスタルをめぐる争いを解決し、インヒューマン社会の奴隷カーストである“アルファ・プリミティブ”を解放したほか、ロイヤルファミリーと共にタイムトラベルする征服者カーンからピーター・パーカー/スパイダーマンを助け、ハルクと戦い、ファンタスティック・フォーやアベンジャーズとチームを組み、ウルトロンの脅威や、5次元のヴィランであるゼムーに立ち向かった。
隔月連載のセルフタイトルにブラックボルトとインヒューマンズが登場した際には、ブラスターやインヒューマンズを忌み嫌うクリーなどの脅威と戦った。また、スフィンクスとの遭遇戦では、ファンタスティック・フォーとロイヤル・ファミリーを倒した相手を深宇宙に吹き飛ばし、地球でクリーと“スクラル”の戦争が勃発しかけるとクリーのヒーローマー・ベル/キャプテン・マーベルを助け、ファンタスティック・フォーのメンバーであるベン・グリム/シングとの共闘でフランクリン・ホール/グラヴィトンを倒すなど、多くの活躍を披露し、そして、クリスタルがクイックシルバーの子供を妊娠していることを発表する場面では、一瞬だけ登場した。

### 1980年代
ブラックボルトは、ロイヤルファミリー、ファンタスティック・フォーのリード・リチャーズ/ミスター・ファンタスティックとシングとの共闘で、ブラックボルトの父のライバルの息子であることが明らかになったメイルストロームと敵対し、相手がアティラン破壊のために発射した誘導ミサイルでの信管を抜くことに成功し、メイルストロームを倒した。
『ホワット・イフ?』では、ブラックボルトの新天地探しが描写され、一度は“エターナルズ”と協力してアティランをヒマラヤ山脈に移動させたが、地球の大気汚染がインヒューマンズにとって深刻になったため、最終的にアティランを月に移すよう指示した。
マー・ベルが癌で病死するグラフィックノベル『The Death of Captain Marvel』や、マーベル・ユニバースのユーモラスなパロディを特集した単行本『Fantastic Four Roast』にも登場し、スーパーヒロイン助け、カール・クリール/アブソービングマンと戦うアリソン・ブレア/ダズラーを助けたこともあった。
月に捨てられたエイリアンの装置によって、ブラックボルト、ロイヤルファミリー、ファンタスティック・フォーは、悪夢にうなされたが、装置はトライトンによって破壊された。その後ブラックボルトはマクシマスによって投獄されるが、ロイヤルファミリーとアベンジャーズによって解放された。クリーとスクラルの戦闘の妨害した後、ブラックボルトはメデューサと結婚した。
ダズラーとの再会、フラッシュバックとしての登場、妻の浮気で取り乱したピエトロを取り押さえようとした一件、マクシマスを倒すためにミュータント・チームの“X-ファクター”との共闘、ディアブロ戦、『The Evolutionary War』、『ホワット・イフ?』第2巻の創刊号などにも登場する。
また、メデューサとの間に子どもを持つことを禁じられたことによるアティランの遺伝評議会との衝突、スパイダーマンに寄生したエイリアンシンビオートの破壊、マット・マードック/デアデビルとの邂逅など、ブラックボルトの活躍が多数描写された。 。

### 1990年代
『ホワット・イフ?』の裏特集に再登場後、フラッシュバックで語られる物語では、マクシマスが“トライコン”と呼ばれる創造物を使い、ブラックボルトをアティランから追い出した経緯が明かされる。しかし、ブラックボルトは最終的にトライコンを倒し、王座を取り戻した。ティーンのグループ“ニュー・ウォリアーズ”を助けた後、ロイヤルファミリーはX-ファクターと手を組み、悪の親玉アポカリプスを阻止した。
ブラックボルトは、いくつかのタイトルでゲスト出演を果たしており、彼の息子が悪のインヒューマンズに脅かされ、堕落した遺伝評議会から息子を救い出した後、ブラックボルトとロイヤルファミリーはアティランから離脱した。バック・アップ特集の『X-ファクター』 と『Starblast』 、『ファンタスティック・フォー』の後、1995年5月にはインヒューマンズとクリーの戦いを描く『Inhumans: The Great Refuge』に出演した。
ロイヤルファミリー、ファンタスティック・フォー、そしてクリストフ・バーナードと共に、ブラックボルトはモーガン・ル・フェイとマクシマスを再び阻止し、その過程でソーとサブマリナーと戦った。オンスロートの危機の際にはファンタスティック・フォーと共に登場。ワンショットタイトル『Bug』に登場した後、ブラックボルトとインヒューマンズは『ヒーローズ・リボーン』ユニバースに登場し、彼らはギャラクタスとヘラルドを神として崇拝している。
ブラックボルトはケビン・プランダー/カイ・ザーと出会い、そしてピエトロとクリスタルの再会を目撃した。セルフタイトルの限定シリーズにおいてブラックボルトとインヒューマンズは、新しいインヒューマンズグループの "成人式"と、人間とインヒューマンズの同盟者と共に兄の支配を覆そうとするマクシマスを阻止した。リミテッドシリーズ『クイックシルバー』の最終号に登場した後、ブラックボルトとインヒューマンズはカナダのチーム“アルファフライト”とタッグを組んだ。

### 2000年代
インヒューマンズにとって大きな展開を持つセルフタイトルのリミテッドシリーズ第3弾で、ブラックボルトは再びロイヤルファミリーと共にフィーチャーされる。ロナン・ジ・アキューザー率いるクリーがアティランに奇襲攻撃を仕掛けて占領すると、ロイヤルファミリーをクリーの敵であるシーアーに従わせた。カルナク、ゴーゴン、トライトンは密かにシーアーの“インペリアル・ガード”に参加し、ブラックボルトとメデューサはシーアーの支配者リランドラの暗殺を試みた。しかしブラックボルトは戦闘でロナンを打ち負かすことに成功するも、暗殺は失敗しインヒューマンはクリーと共に去り、新たな未来を追求することを選ぶ。これにより、ブラックボルトとロイヤルファミリーは、自分たちだけで生きていくことになる。
異次元の冒険者たちである“エグザイルス”に遭遇した別世界のブラックボルトは、地球との再統合を試みることを決意し、“テリジェン・ミスト”を浴びたばかりの若いインヒューマンズ数人が地球を探検するが、ファンタスティック・フォーの介入もあって結果は散々だった。インヒューマンズは月の“ブルーエリア”に定住し、再建を始めた。
『ニューアベンジャーズ』においてブラックボルトは、クリー＝スクラル戦争の際に結成された“イルミナティ”と呼ばれるスーパーヒーロー評議会のメンバーであることが明らかにされた。『Son of M』のストーリー中、ピエトロはアティランからテリジェン・クリスタルの容器を盗み出し、ブラックボルトと他のロイヤルファミリーはそれを取り戻そうとした。
ブラックボルトはまた“超人登録法”とシビル・ウォーへの関与を拒否した。リミテッド・シリーズ『サイレント・ウォー』では、アメリカ軍がクリスタルの奪還を阻止するためにインヒューマンズを攻撃した。盗まれたクリスタルはアティランに返還されるべきであると考えたブラックボルトは、アメリカに対して更なる侵略行為に関する警告を発し、最終的には国に対する攻撃を開始。ゴーゴンをはじめとするインヒューマンズはこの攻撃で捕らえられ、ブラックボルトは自らチームを率いて臣下を救出し、クリスタルを取り戻す。ミッションは成功したが、マクシマスは状況を利用し、ブラックボルトを敗って一時的に監禁した。
イルミナティはまた、“インフィニティ・ジェム”を収集し、サノスらによる力の乱用を防ぐために自分たちの間でジェムを分割して二度と使用しないことを誓いあうと、ブラックボルトは "リアリティ"の宝石を与えられた。
『ワールド・ウォー・ハルク』のストーリーでは、地球追放されたことを逆恨みしたハルクによって、ブラックボルトは残忍に打ちのめされ、挫折を味わったが、『シークレット・インベージョン』リミテッド・シリーズにおいて、ブラックボルトに擬態して戦死したスクラルであったことが明らかになり、ブラックボルト本人は、彼の声を大量破壊兵器として使おうとしたスクラルに捕らえられていた。その後、地球のヒーローがスクラル軍を倒し、捕らえられていた仲間たちを発見した時に救出された。
ブラックボルトは、スクラルの侵略によって引き起こされた反響に怒り、『War of Kings』限定シリーズでは、インヒューマンズのすべての元迫害者に対する攻撃的な作戦に着手する。彼の命令により、インヒューマンズはクリーを攻撃してロナンを打倒し、ブラックボルトは自らをクリー帝国の最高統治者と宣言。この後、ガブリエル・サマーズ/ヴァルカンが支配するシーアー帝国からの先制攻撃を受ける。ブラックボルトはテリジェン・ミストを銀河全体に放ち、その後の突然変異のおかげですべてが平等になったところで戦争を終わらせるつもりだったが、計画はヴァルカンによって中断され、2人は衝突した。ヴァルカンはブラックボルトの声で殺されそうになったが、クリスタルから爆発によって生み出されるパワーは善よりもむしろ害を増やすだけだと指摘されたブラックボルトは計画を断念する準備をした。激怒したヴァルカンの追撃を受け、テリジェン爆弾の爆発で死んだように見えたものの、ブラックボルトはクリスタルとロックジョーとテレポートして逃げた。

### 2010年代
生き延びたブラックボルトは、数十万年前に予言されていたクリーのインヒューマン遺伝子プログラムの異常を表している可能性が高いことが明らかになった。この異常が自らの終焉をもたらすというものを知った“スプリーム・インテリジェンス”がその結末を防ぐため、遺伝子実験が行われたすべての世界の破壊を命じると、生き残った“ユニバーサル・インヒューマンズ”に加わったブラックボルトは、破壊を免れたコロニーから1つずつ、4人の新しい花嫁を紹介された。
その後勃発したインヒューマンズとクリーの戦争において、フランクリン・リチャーズに導かれたブラックボルトはスプリーム・インテリジェンスに立ち向かい、停戦の条件を迫るプロトコルを発動させた。彼は予言が破られ、スプリーム・インテリジェンスがもはや脅威ではないと説得したが、ブラックボルトはクリスタルの夫となったロナンが一人でクリーの領域に戻ることに同意しなければならなかった。
『インフィニティ』では、ブラックボルトの元をサノスが訪れると、“ブラック・オーダー”に16歳から22歳までのインヒューマンの若者の首か地球住民の全滅を要求された。ブラックボルトは“テリジェン・コーデックス”を使用し、サノスが貢ぎ物の要求を真の目的の隠れ蓑にしていることを突き止めた。インヒューマンズがコーヴァス・グレイヴへの賛辞を拒否した後、ブラックボルトは単身で街に残り、サノスの再訪を受けると強力な叫び声を上げ、アティランそのものを破壊し、テリジェン爆弾を起動させた。瓦礫の中でまだ生きていたブラックボルトは、攻撃をやり過ごしたサノスから息子の居場所を教えるよう要求されるが拒否し、激怒したサノスから気絶させられるまで、その声でサノスを攻撃し続けた。その結果ブラックボルトは、サノスに捕らえられた。それからブラックボルトは、サノスの将軍スーパージャイアントの支配下に置かれ、“ネクロポリス”に到着したイルミナティの前に立ちはだかった。やがてスーパージャイアントのテリジェン爆弾の引き金をマクシマスが持って現れると、彼は爆弾を作動させたが、ロックジョーの力によって爆弾はスーパージャイアントとともに遠くの無人惑星に運ばれ、彼女が爆死したことでブラックボルトは解放された。その後、ヒマラヤ山脈にある古代のアティランで、ブラックボルトはテリジェン・コーデックスを隠し、マクシマスに自分たちの生存が秘密にされることを理解させた。マクシマスの診察を受けたブラックボルトは、テリジェン爆弾が自らの力を大きく減退させていることを発見し、マクシマスにこのことを秘密にすることに同意させた。しかしマクシマスによってブラックボルトは、喪失したパワーを回復することができた。
『シークレット・ウォーズ』においてブラックボルトは、“アース616”と“アース1610”の間の侵略に参加し、“チルドレン・オブ・トゥモロー”によって連れ去られた。
このストーリーの余波で、メデューサの指示を受けてヌールと共に捜索に現れたオーランを、ブラックボルトはマクシマスからの強制で殺してしまい 、更にメデューサと別れることになった。それにもかかわらず、彼らは息子のアフラのために征服者カーンと戦うために手を組む。またある時、復活したオーランに声を奪われるが、ステリロンの助けで元に戻った。
『Death of X』でブラックボルトはサイクロプスの死の濡れ衣を着せられた。
『Inhumans vs. X-Men』では、インヒューマンズとX-MENの休戦協定が破られた際、ブラックボルトはクワイエットルームでエマ・フロストとダズラーに待ち伏せされ、変装したダズラーに自身の声のエネルギーを吸収し、反撃された。メデューサとインヒューマンズによって救出されるまで、ブラックボルトは“リンボ・ディメンション”にあるフォージの工房でX-MENの捕虜となったが、エマ・フロストに挑むメデューサを助けた。
その後、インヒューマンズの一団と共にマクシマスを追跡して裁判のために捕らえたブラックボルトは、マクシマスと個人的に話をした。
後にマーベル・ボーイは、クリー族の故郷の遺跡にインヒューマンレースを復活させる希望が残っていることを明かし、ロイヤルファミリーと新インヒューマンズのカップルは、惑星“ハラ”に埋められた秘密を探すために宇宙へと旅立った。
しかし、メデューサが謎の病気にかかったことと、マクシマスが地球を離れる前に、超能力とイメージ誘導装置を使って兄と入れ替わっていた事実に直面した。ブラックボルト本人は深宇宙の拷問刑務所に収監されており、他の囚人アブソービングマンを倒したが、正体不明の看守と対決して一度殺され、そして復活した。その後、アブソービングマン、ブリンキー、メタル・マスター、ラーヴァと知り合いになると、拷問刑務所に収監されていたインヒューマンであるジェイラーが監獄を乗っ取っていることを知り、ブラックボルトと仲間の囚人たちは、ジェイラーと戦った。その結果、アブソービングマンの犠牲のもとでブラックボルトは多くの囚人たちと脱出した。
ブリンキーと共に地球に帰還したブラックボルトは、マリー・マクフェラン/タイタニアに彼女の夫アブソービングマンの英雄的死を知らせ、彼の葬儀が催されると、ブリンキーがラッシュによって拉致され、降伏を迫られたブラックボルトは新たなインヒューマンズを生み出す新しいテリジェン爆弾の一部として使う血液を準備するために毒を注射された。その痛みでブラックボルトはメデューサと精神で交流し、彼はメデューサのゴーゴンへの愛を知って、2人は以前の結婚生活に戻ることはできないと理解すると交流を絶って毒に倒れた。
プロジェニターたちと遭遇後、“アストラル・プレーン”でメデューサと出会ったブラックボルトは、恋人ではなく戦うパートナーとして互いに歩み続けることに合意した。
『Death of the Inhumans』では、ブラックボルトが脅威に対応するため、ユニバーサル・インヒューマンズの4人の女王を招集する。しかし、クリーが作り出した処刑人ヴォックスが暴れ始めるとヴォックスが数人のインヒューマンを操り、ブラックボルトは戦いを強いられ、その最中、トライトンが殺された。

## パワー・戦力
テリジェンによって変異したブラックボルトの体格は、超人的なインヒューマンズの体格を凌駕しており、体力、スタミナ、耐久力、反射神経、スピード、敏捷性は一般的な人間やインヒューマンズのレベルをはるかに超えており、超人的な感覚も持つ。彼の脳の言語中枢にある有機的なメカニズムは、周囲の電子と相互作用する未知の粒子を生成し、彼が特定の精神制御現象を引き起こすことを可能にする。最も破壊的な効果はブラックボルトの「準音速の叫び」である。彼の電子収集能力は脳の言語中枢と連動しているため、声を出そうとすると、粒子と電子の相互作用フィールドが制御不能になる。この制限のため、ブラックボルトは自分の行く手にあるものや人を破壊しないよう、どんなに小さな声でも常に警戒していなければならない。そのため睡眠中でさえ声を発しないよう厳しい精神訓練を受けており、通常は完全に沈黙を保ち、手話やスポークスマンを介して話す。フルパワーでの彼の声は核爆発並みで、惑星を破壊することができ、小声で戦艦を揺らすこともできる。ブラックボルトがスクラルに捕らえられ、実験台にされたとき、彼の“ソニックスクリーム”は彼の感情状態によって引き起こされることが示された。
額につけた音叉のようなアンテナは、ブラックボルトの力を内側に集中させ、強さとスピードを上げることができるなど、彼のパワーをコントロールするのに役立ち、力を集中させた腕で“マスター・パンチ”と呼ばれる破壊的なパンチを繰り出すことができる。また、電子を反電子に集中させることで、反重力フィールドに守られながら最大6時間の速度で飛行することができる。更にブラックボルトは、自身の周囲にエネルギーを集中させることで、ほとんど侵入不可能な力場を作り出せるほか、電子の能力を超感覚プローブとして使用、特定の電磁メカニズムの妨害、粒子と電子の相互作用のフィールドの生成までできる。
ブラックボルトは部分的であるがテレパシーに耐性があり、彼の血を引く者（インヒューマン・ロイヤルファミリーなど）とは半テレパシー的な絆で結ばれている。それは、テレパシー能力の強い弟マクシマスの精神的能力に抵抗・圧倒し、彼を支配するほど強力である。このテレパシー能力は主に、妻の女王メデューサに自分の望みを伝える際や、王家のテレポート犬であるロックジョーにテレポートの目的地の希望を伝える際に駆使する。

## レセプション

### 批評
ComicBook.comのチェイス・マグネットはブラックボルトを「ジャック・カービーとスタン・リーの『ファンタスティック・フォー』の伝説的な活躍から生まれた最も傑出した作品の一つ」と評し、「リーダーとしても個々のキャラクターとしても、彼は可能性を秘めている。ミッドナイト・キングを抜きにして、インヒューマンズの物語を想像することはほとんど不可能だ。メデューサが王国を率いていた時でさえ、ブラックボルトの不在は彼らの物語すべてにおいて大きな要素だった。パワーとアクションのバランスを象徴する彼は、単身でも素晴らしいキャラクターだ。多くの可能性を持つがゆえに話すことができない彼の姿は、カービーが得意とした中心的なメタファーである。ブラックボルトはマーベル・コミックを象徴するキャラクターであり、ようやく本来のスポットライトを浴びるようになったという感じだ」とコメントした。
スクリーン・ラントのトレバー・ノーキーは、「ブラックボルトは信じられないほどの王であるだけでなく、マーベルで最も強力なキャラクターの一人だ。彼は話すことはできないが、彼の真の力は口から突き出るエネルギーブラストで発揮され、彼を打倒することはおろか、実際にちょっかいを出したいと思う者はほとんどいない。メデューサのように、ブラックボルトはアティランの住民たちから尊敬されており、マーベル・コミックの中で最も偉大なリーダーの1人となっている。彼の純粋な強さと政治的手腕は、マーベルの政治的スペクトルでも強力である。ブラックボルトはアティランの市民から尊敬されているだけでなく、地球でアティランが発見されて以来、マーベル・コミックの他のキャラクターからも尊敬されるリーダーとなっている。彼は自分が脅威ではなく、代わりに味方であると定期的に地球人へ示そうとしている。インヒューマンズが過去10年間でマーベル・コミックの中で著しく人気を博して以来、ブラックボルトは追いかけるのが信じられないほど面白いキャラクターになっている」と評した。
IGNのジェシー・シェディーンは、“『エージェント・オブ・シールド』に登場させたい7人のインヒューマンズ”のリストにブラックボルトを含め、「ブラックボルトはインヒューマンズの王であり、アティランという隠された都市の支配者だ。彼はこの秘密の王国を維持し、次世代のインヒューマンズが生きて進化し続けることを保証する任務を負っている。彼は神話に欠かせないキャラクターであり、『エージェント・オブ・シールド』で提起されているインヒューマンズの問題をブラックボルトの登場なしで深く掘り下げることは考えられない。しかし、このキャラクターを魅力的なものにしているのは、彼の力と、それが彼の人生のあらゆる側面にもたらす恐ろしい犠牲である」とコメントした。
コミックスアライアンスは『Marvel’s Royal Inhumans, Ranked From Worst To Best』でブラックボルトを2位にランクインさせ、「強くて無口なタイプが好きなら、ブラックボルトほど強く、無口なタイプはいない。彼の声には都市を平定する力があるため多くを語らないが、そのおかげでキャラクターに飄々とした謎めいた雰囲気が生まれ、説得力が増している。彼がマーベル・ユニバースの政治を見守り、解き明かしていく中で、私たちは皆、彼が何を考えているのか知りたくなる。他にも2つの要素がブラックボルトを人気者にしている： まず、カービーがデザインした彼のコスチュームは、雷のようなレーダーホーゼンから音叉のような髪飾りまで、史上最高のものの1つだ。これほどクールな男はいない。2つ目は、彼の"ブラッカガー・ボルタゴン"というあまりにもバカバカしい本名だ」と評した。
またスクリーン・ラントは『10 Best Black Panther Comics Characters Not In The MCU』にブラックボルトを含め、コミック・ブック・リソーシズは、ブラックボルトを『20 Most Powerful Inhumans』と『10 Inhumans Who Should Join The Avengers』では第1位に、『10 Most Powerful Members Of Royalty In Marvel Comics』では第2位に、『Every Member Of The Illuminati』では第9位に、それぞれランクした。

## その他のバージョン
各々の作品に、その物語におけるブラックボルトが登場する。
- 『ホワット・イフ?』：『What If...the Alien Costume Had Possessed Spider-Man?』に登場[125]。
- 『Age of Apocalypse』[126]
- 『Heroes Reborn』[127]
- 『アマルガム・コミックス：ブラックボルトとDCコミックスのキャラクターヴァイキンが融合したヴァイキン・ザ・ブラックボルトが登場[128]。
- 『ミュータントX』[129]
- 『Earth X』[130][131]
- 『ハウス・オブ・M』[132]
- 『Inhumans 2099』[133]
- 『マーベル・ゾンビーズ』：アース2149のブラックボルトが登場[134][135][136]。
- 『The Last Fantastic Four Story』[137]
- 『オールドマン・ローガン』[138]
- 『Ultimate Fantastic Four』[139]

## MCU版
『マーベル・シネマティック・ユニバース』（MCU）ではアンソン・マウントが演じた。日本語吹替は公表されていない。本項では、ドラマ『インヒューマンズ』に登場した、ブラックボルトを主軸に表記する。

### キャラクター像
“インヒューマンズ”が住む月面都市“アティラン”を統治する王。先代の王である父アゴンと先代女王の母リンダのもとに生まれ、弟のマクシマスと共に王位の後継者として育てられることになったが、子ども時代には王にはならず自分らしく生きたいと考えており、“テリジェネシス”の儀式において、発する自声が凄まじい破壊力を発揮するものへと進化すると、以降は如何なる時も発声しないよう口を固く閉ざすことを余儀なくされた。弟が特殊な能力に覚醒しなかったことから、唯一王を継ぐ資格があると認められたものの、非常に危険なものであるその力から一時は“クワイエットルーム”に隔離され、その後王位を狙うマクシマスに、「ブラックボルトの脳手術は両親が求めた」と偽装された文書を見せられて、問い詰めた両親を声で死なせてしまう不慮の事故を起こしていた。
それから“遺伝子評議会”の決定で自身の能力が国防になると判断されアティランの王に就任。自分と同じく両親を亡くしていたメデューサと親しくなり、後に結婚。現在は妻と弟やいとこのトライトン、カルナク、ゴーゴン、メデューサの妹のクリスタル、大型犬のロックジョーで構成される“ロイヤルファミリー”を中心とする王室スタッフたちに支えられながら王の責務を果たしている。
発声しないよう心掛けていることも手伝って感情を表に出すことは滅多に無いが、基本的には家族思いで、民も大切に考える優しい名君である。その一方で、マクシマスの本心が見えていないと指摘されるほどの身内への甘さや、独断に走るほど他者から呈された疑問や意見を即座に却下したり、批判に慣れていないといった自信過剰な節や地球の人間たちへの不信感も垣間見せ、民たちにテリジェネシスによって覚醒した能力に見合った役職に就かせる政策をとり続けたことで、それを望まない低階級者たちから反感を抱かれるなど、完全無欠の人物とも言い切れない男である。
そして現代、アティランを治めていたがマクシマスとその一派によるクーデターが起き、避難先で散り散りになったロイヤルファミリーと合流しつつ、家族や王位、アティランとインヒューマンズの未来を巡ってマクシマスと対決することになる。

### ブラッカガー・ボルタゴン / ブラックボルト（アース838）
“アース838”におけるボルタゴン/ブラックボルト。カール・モルド/バロン・モルド曰く「テリジェンの霧を守る“インヒューマンズ”の王」であり、彼が代表者であるヒーローチーム“イルミナティ”のメンバーでもある。自身の強力な特殊能力のために発声しないよう心掛け、かつて惑星“タイタン”でのサノス討伐後にアース838を“インカージョン”から救うために堕落したスティーヴン・ストレンジ/スプリーム・ストレンジを処刑した過去があり、その際に極度の罪悪感から彼へ「すまない」と告げたり、スティーヴン・ストレンジ/ドクター・ストレンジのギャグにも顔色一つ変えることなく、「しーっ」とジェスチャーで済ませるなど穏やかで良心的な人柄だが、ストレンジ（アース616）のワンダ・マキシモフ/スカーレット・ウィッチに関する警告を聞き流したり、彼女の力で発声する前に口を封じられると、パニックに陥って叫んで死んでしまうというほかのイルミナティの仲間たちと同等の浅はかさも見せた。

### 身体能力・技能
“テリジェン・クリスタル”から出た霧を浴びたことでインヒューマンズへと覚醒したブラックボルトは、以下の身体能力や技能を有する。
腕力
ガス容器の頑丈な金属パイプや鋼鉄製の金庫の扉の取っ手を曲げられる。
耐久力
テーザー銃で打たれて痙攣しても昏倒せず、発煙筒の煙やモルディスが引き起こした爆風を受けても怯みながらも耐え切れる。
近接格闘術
並大抵の人間の警察官や看守なら難なく取り押さえ、一般的なインヒューマンズでも打ち勝てるほどの実力を持つ。
カリスマ性・計画性
インヒューマンズの王としてアティランとその全人口を数十年にわたって統治してきた来歴と、マクシマスの造反をずっと以前から予期して、複数の準備を家族にも秘密にしながら行う長期的な計画家としての側面も見せ、後者はチェスの指し方にも活かしている。
超音波/声
ブラックボルトの最大の特殊能力である破壊的な超音波/声。彼の大脳皮質から側頭葉を繋ぐ極太の神経回路により、声帯に破壊的な力を与えられ、超音速に増幅された音波を放出する。囁いただけでも街一つを破壊するほどの凄まじい威力を誇り、その破壊力を弱めるよう制御することはできないため、ブラックボルトは日常的に発声しないようになった。また、アース838のブラックボルトは、この超音波/声でスプリーム・ストレンジを処刑した。
バイリンガル
英語に堪能であるほか、音波の力が覚醒して以降はから、他者とのコミュニケーション手段として特殊なハンドサインも織り込んで考案された独自の手話で意思を伝えており、彼の通訳は主にメデューサが務めている。また、手話の他に、自身の胸に手を当てた他者へ思いを伝えることもできる。

### ツール
コムリンク
アティランの王室で使われているリストバンド型の超高性能通信機。
スーツ
アース838のブラックボルトが着用する戦闘服。黒を基調とし、全身を走るような銀色のラインと、ヘルメットの額部分に備わった音叉が特徴で、この音叉はボルタゴンが特殊能力を発動する際に発光し、更にスーツ本体両脇の下には飛行用の翼が格納され、これを展開することでボルタゴンは、安定飛行とそこから安全な着地を行える。
このほかにもブラックボルトは、オアフ刑務所の看守のトンファーも使用している。

### 各作品における活躍・描写
『インヒューマンズ』
演 - アンソン・マウント（本編）、ロフトン・ショウ（幼少期）
本作でMCU初登場。アティランを治め、地球のインヒューマンズたちを連れ戻すために極秘でトライトンを地球に派遣するなど、王の責務にあたる日々を送っていたところ、地球の“カリスト航空宇宙管理センター”から月面で遠隔操作されていた探査機をゴーゴンが破壊し回収する事態が発生すると、ロイヤルファミリーとの会議でマクシマスからの地球移住の提言を却下するが、このこととトラントンの死の報告が重なり、マクシマスと彼に同調する一派にクーデターを起こされてしまう。家族が次々と散り散りとなる中で追い込まれた際にロックジョーによって地球のホノルルのダウンタウンにテレポートし、メデューサと通信で彼女との再会とアティランへの帰還を約束しあうが、身なりを周囲に馴染ませるために紳士服店に入店した際、王の衣装から着替えたビジネススーツを結果的に万引きして店の警備員にも暴行を働いたため、駆けつけた警察に取り押さえられて、そのはずみで発した声でパトカーも壊してしまい警察署に連行された。
そこからオアフ刑務所に入り、刑務官リヴェラの挑発で暴動を起こしかけるも、同室の囚人であるインヒューマンズのサミーの助力を受け、突如現れたエヴァン・デクランのヘリで刑務所を脱獄。デクランの研究所に連れてこられると身体検査を受けるが、ここが危険だと気付き脱出しようとしたところにマクシマスの命を受けたオーラン、モーディス、ローカスらに行手を阻まれた。だがルイーズ・フィッシャーと共に駆けつけたメデューサの参入で難を逃れ、彼女との再会を喜び、ローカスを保護し、4人でその場から逃げ去った。そしてカルナクを捜索し、ローカスを失いながらもカルナクやゴーゴンとも合流。マクシマスに「帰ったら2人だけで話したい」と通話すると、カルナクとゴーゴンにサミー救出を任せ、遂にクリスタルやロックジョーとも再会を果たした。
デクランの研究所へ向かうと、ゴーゴンが戦闘で生命を落としたことを悔やむも、オーランとデクランを捕らえて皆でアティランに帰還。マクシマスに和平協議を申し入れてデクランを引き渡すが、彼が和平を拒否したため「次会った時は命を奪う」と意思表示し、兄弟間の対立関係が本格的になると、生存していたトライトンとも合流し、メデューサと意見を違わせつつ、王室の秘密シェルターを拠点に反撃を決意した。トライトンと共にマクシマス拘束に成功するも、彼からアティランを守っている反射ドームを破壊すると脅された挙句、アティランの崩壊が始まってしまい、メデューサたち家族が地球にインヒューマンズの居住区を確保するために尽力した結果、民たちを地球に移住させる方針を決定。自らはマクシマスを説得しようと試みたが、かつて両親を手にかけてしまった一件にマクシマスの策が働いていたことを知らされると、彼を秘密シェルターに閉じ込め、「さらばだ、弟よ」と告げつつ発した超音波で崩した瓦礫でマクシマスを完全に幽閉。エルドラックを通って地球へ移住した。
そして王の衣装に再び袖を通し、地球での新生活を「“別の危険”と交換しただけ」と捉えていることを打ち明けながらも、メデューサたち家族と共に民たちの先頭に立つ。
『ドクター・ストレンジ/マルチバース・オブ・マッドネス』
本作ではボルタゴン/ブラックボルト（アース838）が物語の中盤に登場。イルミナティ本部に捕らえられたストレンジ（アース616）の裁判にイルミナティの仲間たちと参加し、彼もスプリーム・ストレンジと同様に危険な存在であると疑いの目を向け、処刑に賛同しようとしたが、ワンダの本部襲撃で裁判の中断を余儀なくされ、ペギー・カーター/キャプテン・カーター、リード・リチャーズ/ミスター・ファンタスティック、マリア・ランボー/キャプテン・マーベルと共に彼女に対峙した。
しかし、警告の意味を込めて自分の声/超音波についてワンダの説得を試みたリチャーズが漏らしてしまったことで、ワンダが放った“カオス・マジック”で口を消され、慌てふためきながら叫び、その結果、自身の頭部の内側で衝撃波が暴発し、あっさり死亡してしまう。

### 余談
- 『ドクター・ストレンジ/マルチバース・オブ・マッドネス』における劇中のブラックボルトのスーツはCGによって再現されたもので、“物理的な衣装”は制作されていないという[143]。
- 現在のところ、『ドクター・ストレンジ/マルチバース・オブ・マッドネス』以降の作品にブラックボルトは登場していないものの、この役を演じたマウントはインタビューで「私はブラックボルトが大好きで、また演じたい」と答えている[144][145]。

## その他のメディア

### テレビアニメ
- 『ファンタスティック・フォー』（1994年）：台詞なしのキャラクターとしてカメオ出演した[146]。
- 『アルティメット・スパイダーマン』、『ハルク: スマッシュ・ヒーローズ』：フレッド・タタショアが声をあて[146]、日本語吹替は増元拓也が担当した[147]
- 『アベンジャーズ・アッセンブル』、『マーベル フューチャー・アベンジャーズ』：フレッド・タタショアが声をあてた[146]。
- 『ガーディアンズ・オブ・ギャラクシー』：トレバー・デュバルが声をあてた[146]。

### その他の映画
- 『Planet Hulk』：イルミナティの一員としてカメオ出演した。

### ビデオゲーム
- 『リトルビッグプラネット』：DLCキャラクターとして登場[148]。
- 『Marvel Avengers Alliance』：期間限定のアンロッカブルキャラクターとして登場。
- 『MARVEL SNAP』[149][150]
- プレイヤーキャラクターとして登場
  - 『LEGO マーベル スーパー・ヒーローズ ザ・ゲーム』[151]
  - 『Marvel Contest of Champions』
  - 『Marvel's Mighty Heroes』[152]
  - 『Marvel: Future Fight』[153]
  - 『Marvel Heroes』[154]
  - 『Marvel Puzzle Quest』[155]
  - 『LEGO マーベル スーパー・ヒーローズ 2 ザ・ゲーム』[156]
  - 『Marvel Powers United VR』：フレッド・タタショアが声をあてた[146]。
  - 『Marvel Strike Force』[157]
- ノンプレイヤーキャラクターとして登場
  - 『MARVEL ULTIMATE ALLIANCE』：ドクター・ドゥームがオーディンの力を手に入れて地球を造り変えると、アティランにヒーローたちに拠点を提供する。
  - 『MARVEL ULTIMATE ALLIANCE 3: The Black Order』：リアム・オブライエンが声をあてた[146]。